# Ай-Тодор (крепость)
Ай-Тодор (укр. Ай-Тодор, крымскотат. Ay Todor, Ай Тодор, от греч. Άγιος Θεόδωρος, св. Феодор) — развалины монастыря, или замка XIII—XV века, расположенные в Ялтинском регионе Крыма, на мысу Ай-Тодор, у замка Ласточкино гнездо. Решениями Крымского облисполкома № 595 от 5 января 1969 года и № 16 (учётный № 472) от 15 января 1980 года «Поселение (Укрепленный монастырь Ай-Тодор) VIII—XV века» объявлено историческим памятником регионального значения.
Название в переводе с крымскотатарского означает «святой Феодор».

## Описание
Крепость расположена на вершине скалы, сюго-востока которой обрывы высотой 30—40 м. С севера и запада было отгорожено стеной длиной около 15 м (запад) и 40 м (север) сложенной из бута песчано-известковом растворе (ширина стены 1,2—1,4 м, кое-где — западная стена — сохранились 2—3 ряда кладки), на стыке стен была башня размерами 3,9 на 2,3 м. От северной стены и башни не осталось ничего, прослеживается по следам извести. Внутри укрепления культурный слой почти отсутствует, послеживается фундамент храма (часовни) над некоей, вырубленной в скале могилой. Основание замка Виктор Мыц относит к XIII веку и считает, что это, как и многие другие укрепления были основаны в связи с татаро-монгольскими вторжениями в Крым (начиная с 1223 года), сельджукской экспансией и переходом горного Крыма в зону влияния Трапезундской империи.

## История изучения
Первое сообщение о «развалинах греческого монастыря» оставил Пётр Паллас в труде «Наблюдения, сделанные во время путешествия по южным наместничествам Русского государства в 1793—1794 годах», упоминал Юлиан Кулаковский в книге 1914 года «Прошлое Тавриды», в книге А. М. Лескова «Горный Крым в I тысячелетии до нашей эры» 1965 года памятник отнесён к таврским убежищам. О. И. Домбровский в обзоре «Средневековые поселения и „Исары“ Крымского Южнобережья» 1974 года писал о слабо различимых следах укрепления (по преданию — монастыря) и относил его, по находкам керамики, ко времени не позднее XV века.